# Chibia
Chibia este un oraș din provincia Huíla, Angola.